# サマービル (サウスカロライナ州)
サマービル（英: Summerville）は、アメリカ合衆国サウスカロライナ州のドーチェスター郡にある町。人口は5万0915人（2020年）。町域の一部はバークレー郡とチャールストン郡に入っている。チャールストン・ノースチャールストン・サマービル都市圏に属している。

## 歴史
サマービルに最初の入植があったのは、アメリカ独立戦争の後のことだった。1785年にはパインランド・ビレッジと呼ばれていた。チャールストン地域に住んでいたプランテーション所有者が、季節による昆虫や湿地の暑さを避けるためにサマービルに来るようになり、地域の発展が始まった。
サマービルは1847年に公式の町になった。同年、町は特定の大きさの松の木を伐採することを違法とする法を成立させた。このような法は国内でも初のものであり、許可なく松の木を伐採した者には25ドルの罰金が科された。現在の町の公章の上部には"Sacra Pinus Esto "（ラテン語「松は神聖である」）というモットーが記されている。
1899年、国際医学会（あるいは「結核会議」）が、肺と咽喉の疾病の治療と快復について、世界でも特に適した場所2か所の1つにサマービルを挙げた。乾燥して砂の多い土地であり、多くの松の木が空中にテレピン油派生物を放出しているということからこのような指名を受けた。このことはサマービルの商業と住宅地区開発に役立っていると言われている。
サマービル町内ではアメリカ合衆国国家歴史登録財に指定されている建造物として、アシュリー川道路（サウスカロライナ州道61号線）、ミドルトン・プレース（プランテーション）、植民地時代ドーチェスター州立史跡、旧ホワイト集会所遺跡と墓地、サマービル歴史地区がある。

## 地理
サマービルの中心はドーチェスター郡南東部にある。町の北東部はバークレー郡とチャールストン郡に入っている。町の東はリンカーンビル町、南東はノースチャールストン市の接している。町域の南はアシュリー川まで伸び、旧ドーチェスター砦州立公園に接している。
アメリカ国道78号線がサマービル町の中心近くを通っており、南東に39キロメートルでチャールストン市中心街、北西47 キロメートルのセントジョージ町で州間高速道路95号線に接続する。州間高速道路26号線はサマービルの北東隅を通り、出口第199でアクセスできる。その南東はチャールストン市、北西は140キロメートルで州都コロンビア市に至る。
アメリカ合衆国国勢調査局に拠れば、町域全面積は18.1平方マイル (47.0 km2)であり、このうち陸地18.0平方マイル (46.7 km2)、水域は0.12平方マイル (0.3 km2)で水域率は0.62%である。

## 人口動態
以下は2010年国勢調査による人口統計データである。
| 基礎データ - 人口: 43,392 人 - 世帯数: 16,181 世帯 - 人口密度: 928.5人/km2（2,404.7 人/mi2） 人種別人口構成 - 白人: 72.1% - アフリカン・アメリカン: 21.4% - ネイティブ・アメリカン: 0.4% - アジア人: 1.5% - 太平洋諸島系: 0.1% - その他の人種: 1.6% - 混血: 2.9% - ヒスパニック・ラテン系: 5.0% 年齢別人口構成 - 18歳未満: 27.0% - 65歳以上: 10.5% - 年齢の中央値: 35歳 | 世帯と家族（対世帯数） - 18歳未満の子供がいる: 38.6% - 結婚・同居している夫婦: 48.9% - 未婚・離婚・死別女性が世帯主: 15.4% - 非家族世帯: 31.0% - 単身世帯: 25.3% - 65歳以上の老人1人暮らし: 8.8% - 平均構成人数 - 世帯: 2.55人 収入と家計 - 収入の中央値 - 世帯: 54,677米ドル - 貧困線以下 - 対人口: 11.2% - 持ち家価格の中央値: 182,000米ドル |

サマービルはチャールストン市やノースチャールストン市に比べて手ごろな価格の住宅が豊富にあり、税金も安いので、急速に人口が増加している。2007年、チャールストン・ノースチャールストン・サマービル大都市圏の主要自治体に指定された。また、チャールストン・ノースチャールストン都市化地域にも属している。ドーチェスター郡第2教育学区がサマービル町のための教育学区であり、町を中心にさらに広い領域を管轄している。

## 観光
1973年からサマービルではフラワータウン祭を毎年開催している。サウスカロライナ州でも最大の芸術と工芸の祭である。サマービル・アザレア公園で、毎年4月第1週末に開催される。1925年、サマービル商工会議所は「松林にある花の町」をスローガンに採用した。

## 気候
| サマービル（空港、1981年–2010年平均）の気候 | サマービル（空港、1981年–2010年平均）の気候 | サマービル（空港、1981年–2010年平均）の気候 | サマービル（空港、1981年–2010年平均）の気候 | サマービル（空港、1981年–2010年平均）の気候 | サマービル（空港、1981年–2010年平均）の気候 | サマービル（空港、1981年–2010年平均）の気候 | サマービル（空港、1981年–2010年平均）の気候 | サマービル（空港、1981年–2010年平均）の気候 | サマービル（空港、1981年–2010年平均）の気候 | サマービル（空港、1981年–2010年平均）の気候 | サマービル（空港、1981年–2010年平均）の気候 | サマービル（空港、1981年–2010年平均）の気候 | サマービル（空港、1981年–2010年平均）の気候 |
| 月                                          | 1月                                         | 2月                                         | 3月                                         | 4月                                         | 5月                                         | 6月                                         | 7月                                         | 8月                                         | 9月                                         | 10月                                        | 11月                                        | 12月                                        | 年                                          |
| ------------------------------------------- | ------------------------------------------- | ------------------------------------------- | ------------------------------------------- | ------------------------------------------- | ------------------------------------------- | ------------------------------------------- | ------------------------------------------- | ------------------------------------------- | ------------------------------------------- | ------------------------------------------- | ------------------------------------------- | ------------------------------------------- | ------------------------------------------- |
| 平均最高気温 °F （°C）                      | 59.0 (15)                                   | 62.8 (17.1)                                 | 69.6 (20.9)                                 | 76.5 (24.7)                                 | 83.2 (28.4)                                 | 88.4 (31.3)                                 | 91.1 (32.8)                                 | 89.6 (32)                                   | 84.9 (29.4)                                 | 77.1 (25.1)                                 | 69.8 (21)                                   | 61.6 (16.4)                                 | 76.1 (24.5)                                 |
| 平均最低気温 °F （°C）                      | 38.1 (3.4)                                  | 41.2 (5.1)                                  | 47.2 (8.4)                                  | 53.8 (12.1)                                 | 62.4 (16.9)                                 | 70.2 (21.2)                                 | 73.6 (23.1)                                 | 72.9 (22.7)                                 | 67.8 (19.9)                                 | 57.3 (14.1)                                 | 48.1 (8.9)                                  | 40.6 (4.8)                                  | 56.1 (13.4)                                 |
| 降水量 inch （mm）                          | 3.70 (94)                                   | 2.96 (75.2)                                 | 3.71 (94.2)                                 | 2.91 (73.9)                                 | 3.02 (76.7)                                 | 5.64 (143.3)                                | 6.52 (165.6)                                | 7.15 (181.6)                                | 6.10 (154.9)                                | 3.75 (95.3)                                 | 2.43 (61.7)                                 | 3.11 (79)                                   | 50.99 (1,295.1)                             |
| 降雪量 inch （cm）                          | 0.1 (0.3)                                   | 0.2 (0.5)                                   | 0 (0)                                       | 0 (0)                                       | 0 (0)                                       | 0 (0)                                       | 0 (0)                                       | 0 (0)                                       | 0 (0)                                       | 0 (0)                                       | 0 (0)                                       | 0.3 (0.8)                                   | 0.6 (1.5)                                   |
| 平均降水日数 （≥0.01 in）                   | 9.5                                         | 8.6                                         | 7.9                                         | 7.7                                         | 7.8                                         | 11.9                                        | 13.0                                        | 13.2                                        | 10.0                                        | 7.3                                         | 7.0                                         | 8.7                                         | 112.6                                       |
| 平均降雪日数 （≥0.1 in）                    | 0.1                                         | 0.1                                         | 0                                           | 0                                           | 0                                           | 0                                           | 0                                           | 0                                           | 0                                           | 0                                           | 0                                           | 0.2                                         | 0.4                                         |
| 平均月間日照時間                            | 179.8                                       | 189.3                                       | 244.9                                       | 276.0                                       | 294.5                                       | 279.0                                       | 288.3                                       | 257.3                                       | 219.0                                       | 223.2                                       | 189.0                                       | 170.5                                       | 2,810.8                                     |
| 出典：NOAA, HKO (sun only, 1961–1990)       |                                             |                                             |                                             |                                             |                                             |                                             |                                             |                                             |                                             |                                             |                                             |                                             |                                             |

## 著名な出身者
- ブレット・ガードナー、メジャーリーグベースボール選手、ニューヨーク・ヤンキース